# تريفور بيرسون
تريفور بيرسون (بالإنجليزية: Trevor Pearson)‏ (4 أبريل 1952 في المملكة المتحدة - ) هو لاعب كرة قدم بريطاني في مركز حراسة المرمى. لعب مع شيفيلد وينزداي وKiveton Park F.C. ‏.